# CoRoT-7c
CoRoT-7c là một ngoại hành tinh nằm trên quỹ đạo của ngôi sao loại G dãy chính là CoRoT-7, cách hệ Mặt Trời khoảng 489 năm ánh sáng, trong chòm sao Kỳ Lân. Nó là một hành tinh kiểu siêu Trái Đất hoặc tiểu sao Hải Vương, quay trên quỹ đạo ở khoảng cách 0,046 AU từ ngôi sao chủ, mất 3,7 ngày hoặc 89 giờ để thực hiện một vòng quay xung quanh ngôi sao chủ.

## Phát hiện
Sự phát hiện ra hành tinh này được công bố vào tháng 2 năm 2009, trong Hội nghị chuyên đề CoRoT đầu tiên. Nó được phát hiện trong quá trình theo dõi được bắt đầu nhằm xác nhận sự tồn tại của CoRoT-7b, một siêu Trái Đất được nhiệm vụ CoRoT khám phá. Tuy nhiên, không giống như CoRoT-7b, nó không được phát hiện bằng phương pháp quá cảnh từ vệ tinh CoRoT mà chỉ bằng phương pháp vận tốc xuyên tâm bằng cách sử dụng HARPS từ Đài thiên văn La Silla ở Chile. Tìm kiếm sau đó về quá cảnh của CoRoT-7c trong đường cong ánh sáng của sao CoRoT-7 cho kết quả âm, khẳng định hành tinh không quá cảnh ngôi sao chủ. Do đó không thể thiết lập các đo đạc về bán kính cũng như về mô hình mật độ và cấu trúc của hành tinh này.

## Đặc tính
Giống như CoRoT-7b, khối lượng của CoRoT-7c bị ràng buộc yếu, do dữ liệu vận tốc xuyên tâm bị nhiễu từ sự hoạt động của ngôi sao chủ. Các đo đạc khối lượng đã công bố dao động từ 8,4 khối lượng Trái Đất, qua 12,4 khối lượng Trái Đất cho tới 13,6 khối lượng Trái Đất. Khoảng khối lượng này bao hàm sự chuyển tiếp từ Siêu Trái Đất sang Sao Hải Vương, do đó bản chất của CoRoT-7c như một hành tinh đất đá hoặc hành tinh băng khổng lồ là chưa rõ ràng. Tuy nhiên, nếu các ước tính khối lượng lớn là chính xác thì CoRoT-7c có lẽ là một hành tinh giống như Sao Thiên Vương nóng. Rất có thể là chuyển động tự quay của hành tinh làm cho nó bị khóa thủy triều theo chu kỳ quỹ đạo, với một mặt của hành tinh luôn đối diện với sao CoRoT-7 còn mặt còn lại thì chìm trong bóng tối vĩnh cửu.
Có thể có một hành tinh thứ ba, gọi là CoRoT-7d, nằm trong hệ thống này, nhưng tình trạng của nó vẫn chưa được xác nhận do người ta vẫn đang chờ có thêm quan sát. Nếu hành tinh này được xác nhận, các lực hấp dẫn lẫn nhau mạnh mẽ có thể được trao đổi giữa các hành tinh này, gây ra các lực thủy triều mạnh.

## Nghi ngờ sự tồn tại
Một nghiên cứu đã đưa ra nghi vấn về sự tồn tại của CoRoT-7c, cho rằng sự kết hợp giữa hoạt động sao và sai số bổ sung đối với các đo đạc vận tốc xuyên tâm trên HARPS loại trừ việc tìm kiếm các hành tinh bổ sung ngoài CoRoT-7b. Tuy nhiên, tất cả các nghiên cứu khác dường như khẳng định sự tồn tại của hành tinh này: tín hiệu trong dữ liệu HARPS của CoRoT-7c được phát hiện trong phân tích các loại khác nhau, dường như không tương quan với hoạt động sao và mạnh hơn tín hiệu liên quan đến xác nhận CoRoT-7b. Sự ổn định và độ chính xác đáng chú ý được quang phổ kế HARPS hiển thị  cũng ủng hộ cho sự phát hiện ra hành tinh này. Tình trạng của CoRoT-7c dường như đã được xác nhận rất rõ ràng.